# Пичман, Андреас
Андреас Пичман (нем. Andreas Pietschmann; род. 22 марта 1969) — немецкий актёр театра, кино и телевидения. Наиболее известен по главной роли в сериале «Тьма».

## Жизнь и карьера

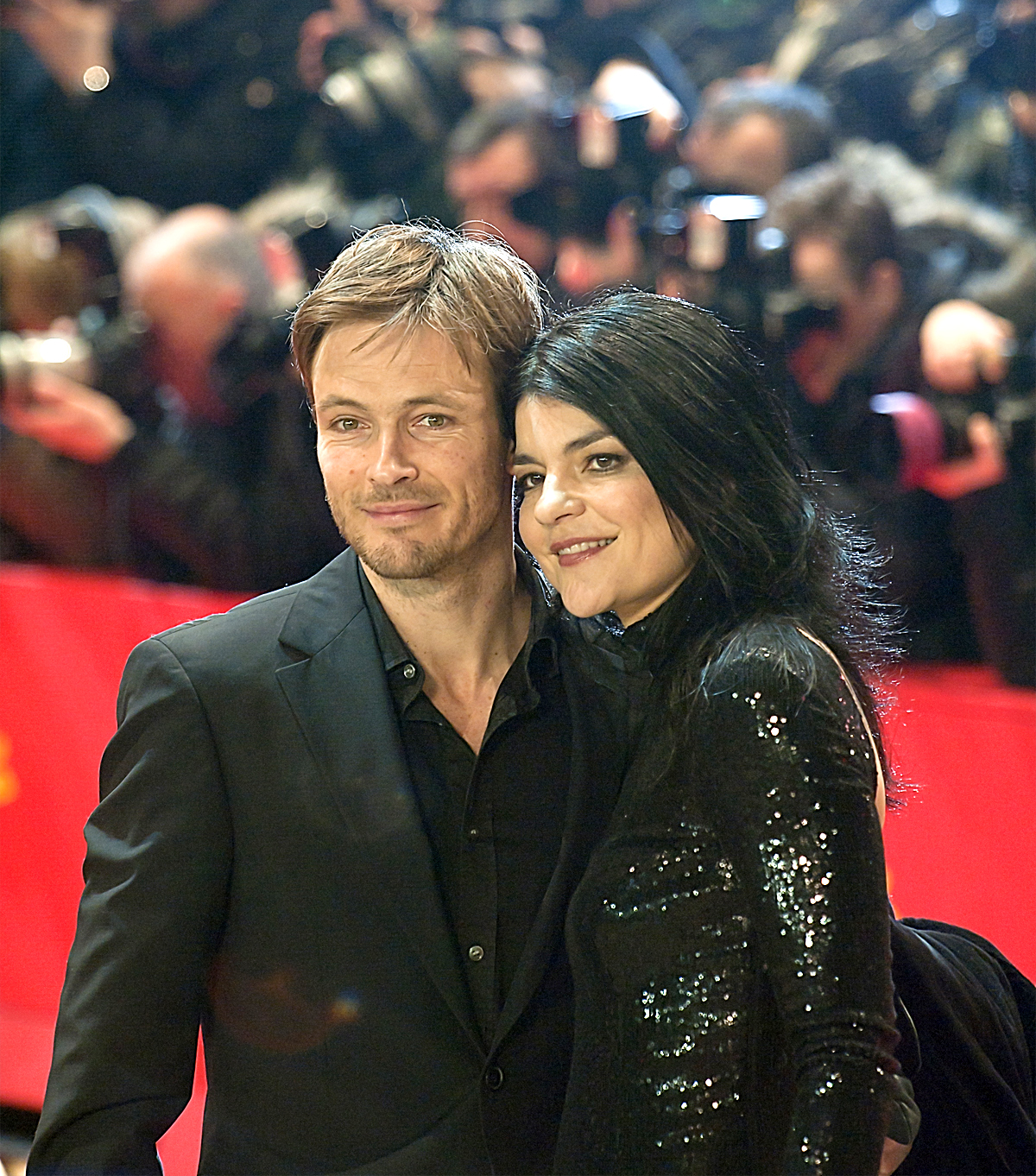
Пичман со своей партнёршей Ясминой Табатабаи (2011)

Родился в Вюрцбурге и был вторым из шести детей. Пичман играл в футбол в молодёжном составе местной команды «Вюрцбургер Киккерс» и считался талантливым игроком. Позже проходил военную службу в бундесвере, во время которой увлёкся театральным искусством. После серьёзной автомобильной аварии, которая порушила планы на спортивную карьеру, решил серьёзно заняться актёрским мастерством.
С 1993 по 1996 год он посещал Вестфальскую драматическую школу в Бохуме, после чего в течение четырёх лет играл в драматическом театре Schauspiel Bochum. После этого Пичман перешёл в театр «Талия» в Гамбурге, в котором работал с 2000 по 2007 год, когда решил покинуть его, чтобы сосредоточиться на кино и телевидении. Он также участвовал в многочисленных радиопостановках. Кроме того, Пичман озвучил несколько аудиокниг.
В 2007 году Пичман получил известность благодаря роли в немецком сериале «Спецназ», где сыграл утончённого Константина «Конни» фон Брендорпа, выходца из благородной семьи. С 2017 по 2020 год он снимался в главной роли в сериале Netflix «Тьма».
С тех пор он играл в театре Максима Горького в Берлине и появлялся в гостевых ролях в различных телесериалах.

## Личная жизнь
Пичман проживает в Берлине со своей партнёршей, актрисой Ясминой Табатабаи и двумя детьми от неё: дочерью Хеленой Лейлой (род. 5 июля 2009) и сыном Йоханом Антоном (род. 13 августа 2013). Пичман также является отчимом дочери Табатабаи от предыдущего брака — Анджелины .

## Избранная фильмография
| Год       |    | Русское название      | Оригинальное название                             | Роль                        |
| --------- | -- | --------------------- | ------------------------------------------------- | --------------------------- |
| 1996      | ф  | Настоящие мужики      | Echte Kerle                                       | Марко                       |
| 1999      | ф  | Солнечная аллея       | Sonnenallee                                       | Шейх Берлина                |
| 2005—2007 | с  | —                     | Vier gegen Z (В 41 эпизоде)                       | Матреус                     |
| 2007—2008 | с  | Спецназ               | GSG 9 – Ihr Einsatz ist ihr Leben (В 16 эпизодах) | Конни фон Брендорп          |
| 2009      | ф  | Альтиплано            | Altiplano                                         | Пауль                       |
| 2011—2014 | с  | Телефон полиции — 110 | Polizeiruf 110 (В 5 эпизодах)                     | Феликс                      |
| 2012      | тф | Мария из Назарета     | Ihr Name war Maria                                | Иисус                       |
| 2013      | ф  | Белль и Себастьян     | Belle et Sébastien                                | лейтенант Питер Браун       |
| 2014      | ф  | Возлюбленные сёстры   | Die geliebten Schwestern                          | Фридрих фон Бёльвиц         |
| 2015—2015 | с  | Команда               | The Team (В 8 эпизодах)                           | Элиас Мюллер                |
| 2017—2020 | с  | Тьма                  | Dark                                              | Незнакомец / Йонас Канвальд |
| 2022      | с  | 1899                  | 1899                                              | капитан Эйк Ларсен          |
| 2024      | ф  | Последний день Земли  | Survivre                                          | Том                         |